# Petra Müller-Klepper

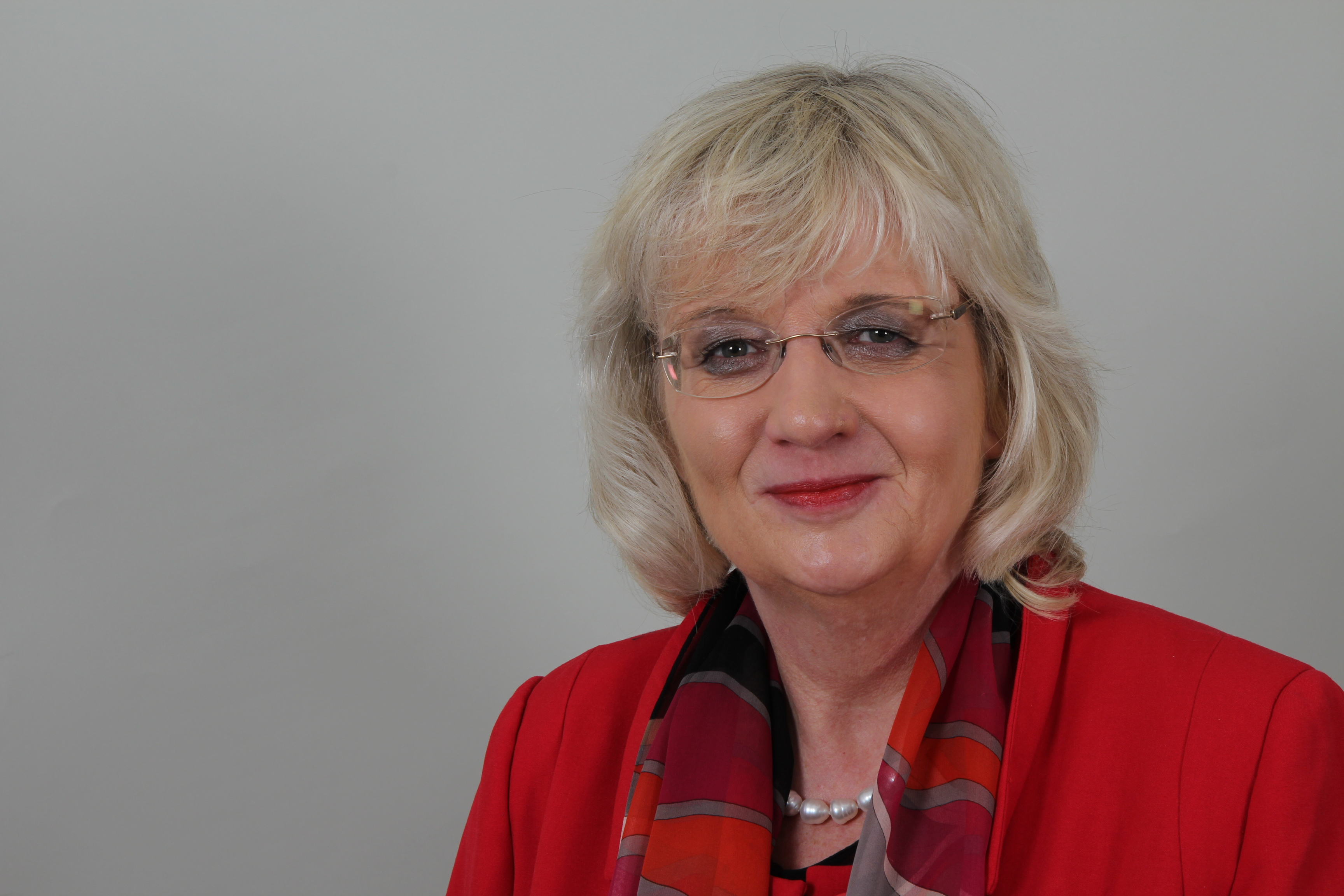
Petra Müller-Klepper (2013)

Petra Müller-Klepper (* 6. März 1957 in Hallgarten (Rheingau)) ist eine deutsche Politikerin (CDU). Sie war von 2005 bis 2009 sowie von 2014 bis 2024 Abgeordnete des Hessischen Landtags und von 2009 bis 2013 Staatssekretärin im Hessischen Sozialministerium.

## Ausbildung und Beruf
Müller-Klepper studierte nach ihrem Abitur im Jahre 1975 Publizistik, Politikwissenschaft und Geschichte an der Johannes Gutenberg-Universität Mainz und schloss das Studium 1981 mit dem Magisterexamen ab.
Sie war von 1981 bis 1984 verantwortliche Redakteurin der Wochenzeitung Rheingau Echo, von 1984 bis 1988 Mitarbeiterin der Werbeabteilung des DG-Verlages Wiesbaden und von 1988 bis 1993 Pressereferentin und Fraktionsassistentin der CDU Rheingau-Taunus. Nach dem Erziehungsurlaub von 1993 bis 1995 war sie von 1995 bis 1999 Referentin für Öffentlichkeitsarbeit der CDU-Fraktion im Hessischen Landtag und von 1999 bis 21. November 2005 Pressesprecherin im Hessischen Sozialministerium.
Müller-Klepper ist katholisch, verheiratet und hat ein Kind.

## Politik
Seit 1976 ist Müller-Klepper Mitglied der CDU und dort von 1979 bis 1985 und seit 2003 Vorstandsmitglied der CDU Oestrich-Winkel. Müller-Klepper ist in der Frauen-Union stark engagiert und war von 2006 bis 2018 deren hessische Landesvorsitzende. Seitdem ist sie Ehrenvorsitzende des Landesverbandes.
Von 1977 bis 1990 und seit 2001 ist sie Stadtverordnete in Oestrich-Winkel, stellvertretende Fraktionsvorsitzende, von 1997 bis 2001 und von 2004 bis 2006 Kreistagsabgeordnete im Rheingau-Taunus.
Mitglied im Hessischen Landtag wurde Müller-Klepper am 22. November 2005 als Nachfolgerin für Franz Josef Jung, der als Verteidigungsminister ins Bundeskabinett wechselte. Müller-Klepper war Mitglied im Ausschuss für Umwelt, ländlichen Raum und Verbraucherschutz, im Petitionsausschuss, im Sozialpolitischen Ausschuss sowie in der Härtefallkommission beim Hessischen Minister des Innern und für Sport.
Nach der Landtagswahl in Hessen 2009, bei der sie das Direktmandat im Wahlkreis Rheingau-Taunus I mit 42,4 % der Stimmen gewann, wurde sie am 5. Februar 2009 als Staatssekretärin in das Hessische Ministerium für Arbeit, Familie und Gesundheit berufen. Aufgrund der Unvereinbarkeit von Amt und Mandat musste sie ihr Landtagsmandat niederlegen. Für sie rückte Hans-Peter Seyffardt in den Landtag nach.
Bei der Landtagswahl in Hessen 2013 gewann sie erneut das Direktmandat im Wahlkreis Rheingau-Taunus I. Aufgrund der Unvereinbarkeit von Amt und Mandat endete ihr Amt als Staatssekretärin sechs Wochen vor Ende der Wahlperiode am 6. Dezember 2013.
Bei der Wahl zum Hessischen Landtag 2018 konnte sie das Direktmandat mit 34,8 % der Erststimmen verteidigen.
Zur Landtagswahl 2023 trat sie nicht erneut an und schied somit mit der konstituierenden Sitzung des 21. Hessischen Landtags am 18. Januar 2024 aus dem Landtag aus. Ihr Nachfolger als Landtagsabgeordneter wurde ihr vormaliger Stellvertreter, der Eltviller Ingo Schon (CDU).